# ستيفان كابيتشيتش
ستيفان كابيتشيتش هو ممثل صربي ولد في 1 ديسمبر 1978.

## روابط خارجية
ستيفان كابيتشيتش على موقع IMDb (الإنجليزية)
- ستيفان كابيتشيتش على موقع ألو سيني (الفرنسية)
- ستيفان كابيتشيتش على موقع أول موفي (الإنجليزية)
- ستيفان كابيتشيتش على موقع قاعدة بيانات الأفلام السويدية (السويدية)
- ستيفان كابيتشيتش على موقع قاعدة بيانات الفيلم (الإنجليزية)
- ستيفان كابيتشيتش على موقع كينوبويسك (الروسية)